# 穆子岩
穆子岩（516年—550年1月21日），河南郡洛阳县人（今河南省洛阳市东）人，司空、录尚书、长乐王穆亮之孙，太保、大将军、顿丘王穆绍之子。
穆子岩以给事中为起家官，后转任司徒记室参军，改任左将军、太原郡太守，又改任朱衣直阁、司徒谘议参军。武定七年十二月十八日（550年1月21日）穆子岩在邺城去世，虚岁三十五，武定八年五月己酉朔十三日辛酉（550年6月12日）葬于邺城西门西门豹祠之曲，其墓志铭拓片藏于北京图书馆。